# Torrent dels Llops
El torrent dels Llops és un afluent per la dreta de la Ribera Salada de 3,1 km de llargada que neix a 650 m d'altitud a 320 m al SW de la masia de Comardons. Tot el seu curs transcorre pel terme municipal de Castellar de la Ribera.
Els primers 650 m del seu recorregut els fa en direcció NW-SE però en topar-se amb la serra de Comardons, agafa la direcció NE-SW que mantindrà durant la resta del seu curs. Una mica més avall d'aquest tomb deixa a la seva esquerra (a 250 m) la masia de Perdiguers i desguassa a la Ribera Salada a 477 m d'altitud, després de travessar la carretera de Solsona a Bassella a l'alçada del km 88 i a escassos 300 m del límit amb la comarca de l'Alt Urgell.